# 地下鉄道 (秘密結社)

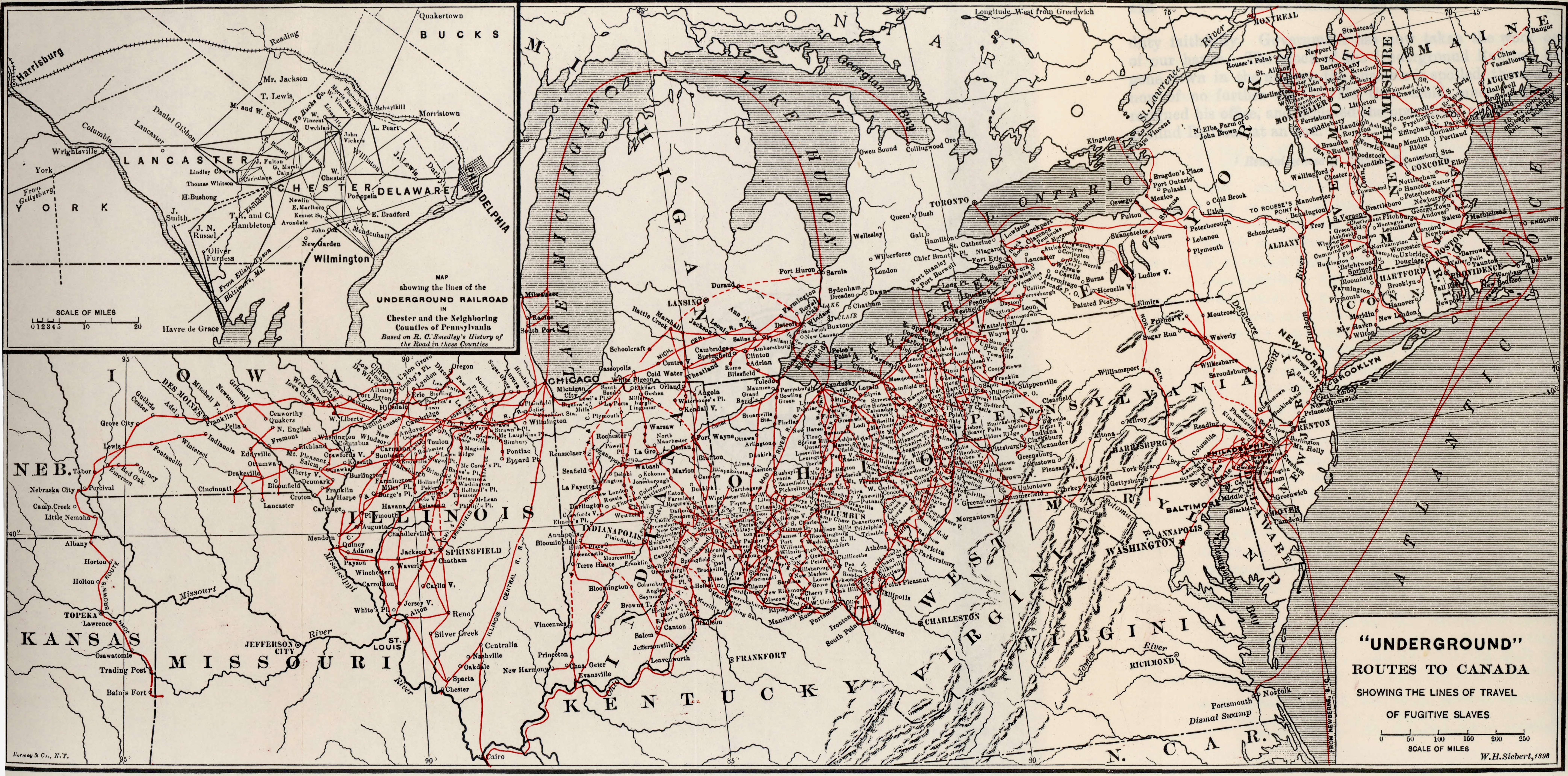
1830年から1865年にかけての地下鉄道の経路図

地下鉄道（ちかてつどう、英: Underground Railroad）は、19世紀アメリカの黒人奴隷たちが、奴隷制が認められていた南部諸州から、奴隷制の廃止されていた北部諸州、ときにはカナダまで亡命することを手助けした奴隷制廃止論者や北部諸州の市民たちの組織。また、その逃亡路を指すこともある。地下鉄組織（ちかてつそしき）とも呼ばれる。
最も頻繁に使用されていた1810年から1850年の間に、30,000人から 100,000人が地下鉄道の助けを借りて奴隷状態から逃れたと推測されているが、公式の国勢調査ではその数は6,000人ほどと計上されている。地下鉄道は一般に「自由」を称揚する価値観の象徴的な存在となっており、同国の黒人（アフリカ系アメリカ人）史においても特筆される事項である。

## 構造
この逃亡幇助網は、物理的に地面の下に設置されていた訳ではなく、「（地下に）潜る、隠れる」といった「秘密」やアンダーグラウンドを表す意味で「地下鉄道」と呼ばれていた。地下鉄道は主に、秘密の通過道、乗り物、待ち合わせ場所、隠れ家、そして奴隷制度廃止論者たちによる誘導や補助で構成されていた。特に廃止論者たちは、地域ごとの小さな班に分けられ、自分たちの地域だけにおける地下鉄道の詳細な情報を知るという慣わしだった。ひとつの「停車駅」から次の「停車駅」へ、黒人たちは停止地点ごとに違う人々の補助を借りて、目的地まで進んだのである。これによって、誰ひとりとして逃亡中の奴隷たちの目的地までの道のりの全容を知ることがなく、地下鉄道の秘密と奴隷たちの安全が確保された。また、隣り合った「停車駅」同士は、親戚の関係でつながっていたということも多かった。奴隷制度廃止論者である白人、生まれつき奴隷でない「自由黒人」、過去に奴隷だった黒人、そしてアメリカ先住民などの人種に属する人々が、この「線路」上で「車掌」として、逃亡中の黒人たちを手助け・誘導した。フレンド会、会衆派教会、メソジスト教会、バプテスト教会などの宗教的な機関も、この地下鉄道に大きく貢献した。また、奴隷制度廃止派の考えは書物、新聞などを通して出版され、合衆国中に広められた。
逃亡中、奴隷たちは通常、昼間は隠れ家にかくまってもらい、夜中に次の「停車駅」へと旅をした。ただし、毎晩、泊まる所があったわけではなく、森や沼地に隠れなければならないこともあった。

### 用語
地下鉄道は一般の鉄道に例えられてできた用語である。この用語を使えば、一見普通の鉄道について会話しているように聞こえるため、秘密を守るために使われるようになった。
- 仲介人（agents） - 奴隷たちが鉄道関係者と接触できるように助けた人々。
- 車掌（conductors） - 奴隷たちを誘導した人々。
- 駅、停車場、停車駅（stations） - 奴隷の隠れ家。
- 駅長（stationmasters） - 自分の家に奴隷をかくまった人々。
- 乗客（passengers）、貨物（cargo）- 逃亡中の奴隷たちを指す言葉。
- 奴隷たちは「切符」（ticket）を入手しなければならなかった。
- 友達のいる友達（a friend with friends） - 秘密の合い言葉。

自由黒人で商人だったウィリアム・スティルは「地下鉄道の父」と呼ばれ、月に60人の頻度で、総計で何百人もの奴隷が逃亡するのを助けた。彼はペンシルベニア州フィラデルフィアの自宅に奴隷をかくまうこともあった。スティルは、助けた元奴隷たちの伝記などをこまめに記録しており、亡命後の奴隷たちとも文通を続けた。さらに、その元奴隷たちの家族への手紙を届け、彼らとその家族との間の音信を守った。スティルはこの経験をもとに『地下鉄道』という本を南北戦争後の1872年に出版した。
地下鉄道組織内のメッセージのやりとりには隠語が使われ、関係者以外は理解できないようになっていた。例えば、「2時に、大きなハム4つと小さなハム2つ、『経由で』送りました」という伝言は、「大人4人と子供2人をハリスバーグからフィラデルフィアに送った」を意味するが、「経由で」を加えることによって、普通に直通列車で移動したのではなく、遠回りの「レディング経由で」移動したことを意味していた。そのため、この伝言を入手した当局は、奴隷が亡命する前に捕まえようと通常の鉄道の駅で待ち伏せしたが、スティルは別の場所で奴隷たちと落ち合うことができ、後に彼らをカナダに無事に亡命させた。
1820年代に地下鉄道が発達する以前の1600年代にはすでに奴隷たちが、補助を得ても得なくても、主人のもとから逃げ出していた。メリーランド州とオハイオ州で運営されていたアメリカ初の商業用鉄道東西ボルチモア・アンド・オハイオ鉄道は、偶然にも北へ向かう地下鉄道と交差していた。
地下鉄道という呼び名は、1831年にケンタッキー州に住む主人から逃亡したタイス・デイビッズの出来事がきっかけではないかと言われている。デイビッズは、著名な廃止論者で長老派の牧師でもあったジョン・ランキン（John Rankin、1793-1886）の助けによって、オハイオ川北岸のオハイオ州リプリーに亡命した。ランキンの自宅はオハイオ川を見下ろす丘の上にあり、対岸から遠望された。デイビッズの主人は彼を必死に追跡したが、彼が「あたかも地下の道に入っていったかのように消えた」と目撃について語った。ランキンは影響力のある廃止論者だったため、この話はすぐに有名になり、「地下（underground）」という言葉が用いられるようになった。

### 行き先と経路
奴隷たちが逃亡してめざした北部の州では、歴然とした差別はあったものの、一応、自由の身になれた。だが、1850年の逃亡奴隷法の制定以後、北部の州でさえ住むにはとても危険だった。そのため、カナダなどの外国が逃亡先として好まれるようになった。上カナダでは奴隷貿易が1793年にジョン・グレイヴス・シムコー州副知事によって廃止されていたし、大英帝国では1833年に奴隷制が完全に廃止されていた。およそ30,000人の奴隷たちが無事にカナダに亡命した。中でも、当時人口の少なかったカナダの領域に逃亡した奴隷たちは重要な存在となり、オンタリオ州の現在の黒人人口が他の州に比べて多いのはこのためである。メキシコでは1829年に奴隷制が廃止され、また、1819年までフロリダ州はスペインの法域だった。
逃亡した奴隷たちの主な行き先は、ナイアガラ半島やオンタリオ州ウィンザー近くにある南オンタリオだった。20世紀になり、伝統的な言い伝えに「ひしゃく（ヒョウタンを半分に割って作った）をたどっていけ（Follow the Drinking Gourd）」という歌がある。 ひしゃくとは、ひしゃく型をした北斗七星のことで星座の大熊座を意味する。そのひしゃくの中にある2つ星が北極星を指していた。北極星は夜空で一番明るく、小熊座の一部であり、小熊座は北の方向、つまり自由の方向を指していた。
日差しが戻ってきて、最初のウズラが歌い始める頃、ひしゃくをたどって行け。
あのおじいさんが待っていて、君たちを自由な場所へ連れて行ってくれるから、
もし君たちが、 ひしゃくをたどって行くなら。
ひしゃくをたどって行け、川岸は逃げ道にぴったりだし、枯れた木が道案内してくれる、
左の脚、義足の脚、言い伝え通りに歩き続けて。
丘と丘の間で川が終わるよ、 ひしゃくをたどって行け。
向こう側にはもう1つ川があるよ、 ひしゃくをたどって行け。
大きな川と小さな川が合流する場所で、 ひしゃくをたどって行け。
あのおじいさんが待っていて、君たちを自由な場所へ連れて行ってくれるから、
ひしゃくをたどって行け。
（以上、黒人たちの伝統的な言い伝えから）

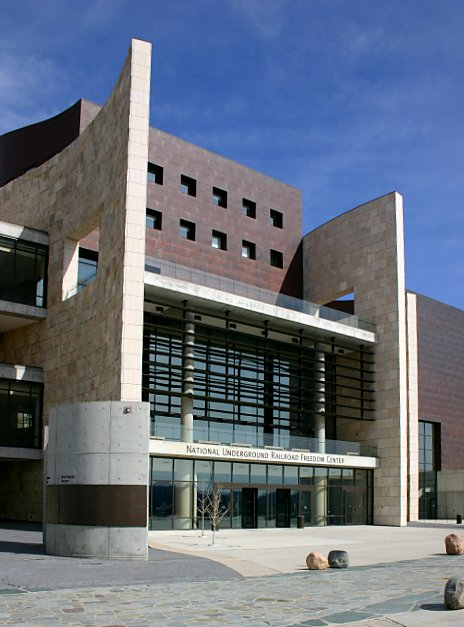
シンシナティにある国立地下鉄道自由センター。地下鉄道の活動に関する史料を展示している。

ただ、研究者の間では、この歌は奴隷制時代に遡るものではなく、南北戦争後に作られた歌だとする考えが支配的である。
主な経路には、アパラチア山脈の東側へ、ペンシルベニア州やニューヨーク州を経由してナイアガラ半島へ、オハイオ州とミシガン州を経由してウィンザーへといったものがあった。また、リオグランデ川を南に渡る経路（後述）や、西方向へ、開拓されたばかりの領土に続く経路もあった。
オハイオ州は地下鉄道の活動にとって最も重要な州であった。北部の自由州と南部の奴隷州とを分ける境界線上にあったオハイオ川北岸には、シンシナティ、リプリー、ポーツマスなど、対岸の奴隷州であったケンタッキー州から川を渡って逃亡してきた奴隷を保護する拠点がいくつも存在した。そして州内の至るところに、これら河岸の拠点で保護された奴隷をさらに北へ逃亡させるルートが網の目のように張り巡らされていた。
また奴隷州側にも、比較的北部の自由州に近く、中立的な立場をとっていた州には、例えばデラウェア州の州都ドーバーのように、地下鉄道が活動の拠点としていた都市があった。メリーランド州西部のアパラチア山脈のすぐ東には、コロンビア特別区の50マイルにも渡る通路を通る、良く計画された逃亡ルートが多く存在した。同州フレデリックは、このルートのちょうど真ん中に位置する。

### 北部諸州・カナダ以外への行き先
逃亡奴隷たちは、テキサス州境のリオグランデ川を越えてメキシコへ渡ったり、カリブの島々に亡命したりすることもあった。元奴隷だったフェリックス・ヘイウッドは、「テキサス州での奴隷制度」の中で、次のように記した。
たまに、僕たちに寄り添ってきて、北部の州に走り逃げて自由にさせようと助けようとしてくれる人がいる。僕たちはおかしくて笑ったんだ。だって北に走り逃げる必要なんてないんだ。歩くだけでいいんだ。南に向かって、歩いていけば、リオグランデを超せば、もう僕らは自由なんだから。
しかし、地下鉄道という名称は、通常、このような南方の逃亡ルートを表すのには使用されない。

## 旅の様子
逃亡中、本当の鉄道を利用した奴隷もまれにいたが、通常は歩いたり荷車で移動した。奴隷たちを捕まえようとする追っ手を撒くために、うねりくねった経路をたどった。逃亡者の大多数が、40歳以下の農民の男性だったと言われている。逃亡の旅道は、女性や子供には険しく危険すぎた。ただし、通常は、地下鉄道を通して逃亡し自由な生活を確立した奴隷たちは、自分たちの妻や子供を主人から買い取り、その後一緒に暮らした。これが可能だったため、実際、秘密の逃亡によって亡命した奴隷たちに加えて、逃亡はしなかったが奴隷の身から解放され、地下鉄道を運営していた勇気ある人々に感謝した黒人たちは、相当な数がいた。
地下鉄道の詳細な情報が公的機関などに流出してはならないため、道筋や隠れ家の場所などの情報は全て口頭で伝えられた。南部の新聞には、逃亡奴隷についての情報が頻繁に掲載され、捕まえた者には主人から賞金が出された。このような賞金稼ぎを職業とした奴隷捕獲人は、遠くはカナダまで奴隷を追い、捕まえようとした。働き盛りの屈強な黒人は、奴隷の主人たちにとって投資した動産であり労働力だった。また奴隷ではない「自由黒人」たちでさえ、拉致され奴隷として売られることもあった。その黒人の自由を署名入りで正式に公証した個人の「自由証明書」でさえ、簡単に破り捨てられ、完全な自由を保障するとは限らなかった。

## 民間伝承
1980年代以後、キルトのデザインが暗号の役割を果たし、逃亡中の奴隷たちに道のりや隠れ蓑の方向を合図していたという説が提示されている。民間で語り継がれたこうした史話をもとに書かれた『公然と隠されて：キルトと地下鉄道の秘話』は1999年に出版され話題を呼んだが、現在、このような伝承の歴史的な裏づけは乏しいとされており、キルトに込められたメッセージが実際に地下鉄道の活動に寄与したかは、キルティングの歴史家を含め、多くの歴史家の間では極めて疑わしいとされている。
ただ、それとは別に、伝統的な黒人霊歌には暗号的な役割を果たしえた歌詞が含まれていたという見解は、現在はアメリカの「黒人学（Black Studies）」の定説になっている。「そおっと行け（Steal Away）」や「水の中を歩け（Wade in the Water）」などがその典型である。こうした霊歌は確かに旧約聖書のエピソードやイエス・キリストを題材にした信仰の歌に違いなく、一見、他界を望みみる彼岸的な心情の表れであった。だが同時に、同じ歌詞が仲間内では自由の願望ないし逃亡の決行を合図していた場合もあり、霊歌は優れた二重性を有したコミュニケーション手段であった。

## 法的・政治的見解
地下鉄道によって、北部の州と奴隷州の間で摩擦が大きくなった。北部には、奴隷を自由にしようと活動する奴隷制度廃止論者たちに、どちらかと言えば共感した人たちは多くいた。また、南部の人々は何年にもわたって、脱走奴隷を捕まえるために強力な法律を制定しようと推し進めた。1793年逃亡奴隷法は、合衆国議会が承認した初めての、奴隷制が廃止されている州での逃亡奴隷たちの問題について規制した法律であった。その後、南部州の議員の力もあって、議会は1850年に逃亡奴隷法を承認し、逃亡奴隷の捕獲が強制された。この法律によって、奴隷制が廃止されている州に亡命した奴隷は、もはやそこで法的に自由になることが不可能になり、結果として奴隷はカナダや英国領土に亡命するしかなかった。またこの法律の制定により、オハイオ州などに通じる地下鉄道の発達が促された。これと同時期に、南部では数多くの奴隷の反乱が失敗に終わっており、首謀者のみならず、罪のない奴隷たちへの自警団による報復の暴行が頻発、北部へ逃亡する奴隷の数がさらに増加した。
南北戦争で北部と南部の間の対立がピークに達した時には、数多くの奴隷たちや自由黒人たちが連邦国軍の兵士として連合国軍と戦った。合衆国憲法第13修正が承認された後は、他国に亡命していた黒人たちが合衆国に帰国しても安全になったため、地下鉄道はそれまでと逆の動作をとり、黒人たちが帰国するのを補助した。

## カナダへの影響
少なくとも20,000人あまりの奴隷たちが地下鉄道を通じてカナダに亡命したと推測されている。これは、カナダの社会に多大な影響を与えた。アッパー・カナダ（1841年からはカナダ・ウエスト、現在の南オンタリオ）に亡命した奴隷の数が最も多く、黒人カナダ人の自治体がそこで数多く発達した。トロント、ナイアガラフォールズ、そしてウィンザーの3カ所を結ぶ三角形の中に、そのような自治体のほとんどが存在した。特にトロントには1,000人もの奴隷たちが住み着き、また、ケント郡やエセックス郡には、元奴隷たちの村が数ヶ村設立された。
さらに遠くでは、英国領（現在はカナダの一部）に黒人たちの集落が構えられた。その中には、ジェームズ・ダグラス総督が黒人の移住を勧めたノバスコシアやバンクーバー島などの島が挙げられる。ダグラスは、黒人のコミュニティーを設置することによって、その島々をアメリカ合衆国と合併しようとする勢力への防波堤の役目を果たせる、と考えた。
目的地に着いたときに、失望させられた逃亡者たちも数多くいた。イギリス領では奴隷制は廃止されていたものの、人種差別はありふれていたからである。到着した土地で仕事を手に入れることも困難だった。しかし、ほとんどの黒人たちはその場所に居続けた。アッパー・カナダに亡命した20,000人中、米国に帰国したのはわずか2割だった。
南北戦争が始まったことで、他国に亡命していた数多くの黒人たちが連邦国軍の兵隊に徴募し、その後カナダに戻った黒人たちもいた中で、たくさんの黒人が米国に残った。また数千人もの黒人たちが、終戦後、家族や友達と再会するために、南部の州に戻っていった。ほとんどの黒人たちが、奴隷解放や再建時代の動きのもたらす未来に、希望をもっていた。
今日のカナダの人々は、自分たちの国が、米国からの奴隷たちの避難場所であったことを誇りに思っている。彼らの国が、近隣の国で存在を否定される人々に自由をもたす場所である、と考える人もいる。オンタリオ州には、そのような信条をもとにした建造物が数多く建てられた。

## その時期の文芸作品
- 1829年 "Appeal to the Coloured Citizens of the World"　デイビッド・ウォーカー著（ジョージア州の奴隷制度への反対運動を呼びかけた）
- 1832年 "The Planter's Northern Bride"　キャロライン・リーヘンツ著
- 1852年 『アンクル・トムの小屋』 ハリエット・ビーチャー・ストウ著

- 1861年 "Incidents in the Life of a Slave Girl" Harriet Ann Jacobs著(地下鉄道の支援で逃亡した奴隷だった黒人女性の自伝)
  - 小林憲二・編訳『ハリエット・ジェイコブズ自伝』、明石書店、2001年
  - 堀越ゆき・訳『ある奴隷少女に起こった出来事』、大和書房、2013年(新潮文庫、2017年)

## ベトナム戦争下における地下鉄道
1960年代後半、ベトナム戦争が激化するとアメリカ国内からカナダに向かう脱走兵、徴兵逃れの若者の脱出ルートが地下鉄道、地下列車と呼ばれるようになった。